# Abdulla Yameen
Abdulla Yameen (divehi : އަބްދުﷲ ޔާމީން ), né le 21 mai 1959 à Malé, est un homme d'État maldivien, président de la République de 2013 à 2018.

## Biographie

### Famille
Abdulla Yameen Abdul Gayoom est le demi-frère de Maumoon Abdul Gayoom, président de la République des Maldives entre 1978 et 2008.

### Ministre
Il devient ministre du Commerce en 1993.

### Député
En 2009, il est élu député.
En juillet 2010, il est brièvement détenu[pourquoi ?].
Il est aussi président du groupe parlementaire du Parti progressiste des Maldives.

### Élection présidentielle de 2013
Il est désigné candidat du PPM après avoir battu Umar Nasser lors des primaires organisées par le parti.
Le 16 novembre 2013, il remporte, à la surprise générale, le second tour de l'élection présidentielle avec 51,3 % des voix face à Mohamed Nasheed,, président de la République de 2008 à 2012.

### Président de la République
Le 17 novembre 2013, il est investi comme 6e président de la République. Il est alors vu par les observateurs comme une marionnette de son demi-frère Maumoon Abdul Gayoom.
Le 22 juillet 2015, le vice-président, Jameel Ahmed, est destitué par le Parlement pour « haute trahison ». Tandis qu'il fuit vers le Royaume-Uni, Ahmed Adeeb Abdul Ghafoor est nommé à sa place.
Le 28 septembre suivant, une explosion éclate à bord d'un yacht qui le ramène à Malé, alors qu'il revenait du hajj. Celui-ci en sort indemne mais sa femme et deux autres personnes sont blessées. Le 14 octobre, le ministre de la Défense, Moosa Ali Jaleel, est limogé à la suite de cette affaire, puis le 24 octobre, c'est le vice-président Ahmed Adeeb Abdul Ghafoor qui est arrêté. Le 4 novembre, le président décrète l'état d'urgence pour un mois. Le lendemain, Ahmed Adeeb est destitué de ses fonctions par le Parlement et l'état d'urgence est finalement levé dès le 10 novembre.
Alors que les Maldives étaient traditionnellement un pays d'islam modéré, la prise de pouvoir par Abdulla Yameen, à la faveur d'une élection présidentielle au résultat contesté et soutenu par les islamistes, change la donne. Influencé par des religieux wahhabites formés en Arabie saoudite et au Pakistan, le prosélytisme islamiste gagne du terrain, notamment dans les milieux carcéraux. De nombreux cheikhs radicaux occupent ainsi de plus en plus l'espace public (universités, télévision – leurs sermons étant retransmis une fois par mois sur les chaînes nationales –, etc.). Plusieurs ONG dénoncent une augmentation des mariages précoces dans les îles reculées ainsi que le refus grandissant de vacciner les enfants. Le docteur Mohamed Iyaz, un influent conseiller du gouvernement en jurisprudence coranique, fait d'ailleurs l'apologie de l'excision, en tant qu'« obligation religieuse ». En 2014, une centaine de Maldiviennes ont été fouettées en public pour « actes de fornication ». En 2015, on enregistre entre 50 et 200 départs de Maldiviens vers les territoires de l'État islamique. Si le gouvernement a officiellement condamné le djihad vers la Syrie, des activistes et des opposants critiquent son inaction sur le sujet, certains craignant même l'instauration d'un califat aux Maldives.
Le 26 mars 2017, Gayoom rejoint l'opposition à son demi-frère Abdulla Yameen, devenu président en 2013, et noue une alliance avec son ancien rival Mohamed Nasheed. Le parti se divise en deux factions, l'une soutenant Yameen et l'autre soutenant Abdul Gayoom,,.
Le 2 février 2018, considérant les condamnations de plusieurs prisonniers, dont Mohamed Nasheed et Ahmed Adeeb Abdul Ghafoor, au motifs d'être « politiquement motivées », la Cour suprême décide de casser les jugements. Le 5 février, Abdulla Yameen, refuse d'appliquer la décision, malgré la demande de l'ONU et fait remarquer que selon lui, la Cour suprême « n'est pas au-dessus des lois », puis assiège les bureaux de la Cour suprême, qu'il accuse de vouloir le destituer, suspend le parlement, au sein duquel il vient de perdre la majorité après une autre décision de la Cour suprême ordonnant la réintégration des députés récemment passés dans l'opposition, limoge le chef de la police, fait arrêter son demi-frère, l'ancien président Maumoon Abdul Gayoom, qui avait rejoint l'opposition en 2017, et décrète l'état d'urgence. Dans la soirée, il fait également arrêter deux juges de la Cour suprême, dont son président Abdulla Saeed, et Ali Hameed. Il justifie cela par une « conspiration » et un « coup d'État ». Nasheed appelle alors l'Inde et les États-Unis, à intervenir. Finalement, les trois juges de la Cour suprême restés en liberté décident d'annuler la décision. L'ONU dénonce alors une « attaque contre la démocratie ».
En septembre 2018, un reportage révèle qu'il aurait octroyé illégalement des îles à des entreprises touristiques.
Durant la campagne présidentielle de 2018, les médias ne couvrent pas la campagne électorale du candidat d'opposition Ibrahim Mohamed Solih, de crainte de représailles. Il se déclare être le candidat de l'islam face aux « infidèles ». Il prône aussi un discours nationaliste. Le soir du scrutin du 23 septembre, les estimations des résultats donnent celui-ci largement vainqueur,. La commission électorale confirme ces résultats durant la nuit du 23 au 24 septembre. Abdulla Yameen reconnaît publiquement sa défaite le 24 septembre, et félicite son adversaire. Selon Olivier Guillard, chercheur associé à l'IRIS, « Abdulla Yameen passe pour un autocrate, il a une très mauvaise image à l'étranger et la communauté internationale avait peur qu'il truque le scrutin, ce qui n'a pas été le cas. La velléité démocratique l'a emporté aux Maldives, sur l'exemple d'autres États de la région ». Solih est déclaré vainqueur le 29 septembre par le président de la commission électorale, qui ajoute que l'institution a fait l'objet de menaces pour que l'annonce des résultats soit reportée.
Finalement, le 11 octobre 2018, Yameen change d’avis et dépose un recours contre les résultats à la Cour suprême. Il estime avoir perdu à cause de l'usage d'une encre qui aurait fait disparaître son nom des bulletins de vote. Le 17 octobre, après le refus de la Cour suprême d'entendre ses témoins, il annonce, lors d'une dernière allocution, qu'il reconnaît sa défaite et qu'il quittera le pouvoir comme prévu, ajoutant que « durant son mandat, la chose la plus difficile pour lui a été son échec à comprendre les gens, n'ayant pas trouvé ce qui façonne leurs désirs ». Le 21 octobre, le recours est rejeté par la Cour suprême.

### Condamnation
Le 18 février 2019, il est arrêté pour blanchiment d'argent. Le 28 novembre 2019, il est condamné à cinq ans de prison ferme.
En décembre 2022, un tribunal des Maldives condamne Abdulla Yameen à 11 ans de prison pour blanchiment d'argent et corruption.
Le 6 août 2023, La Cour suprême des Maldives interdit à Abdulla Yameen de se présenter aux élections.
Le 1er octobre 2023, au lendemain du second tour de l'élection présidentielle maldivienne de 2023 remporté par Mohamed Muizzu, vice président du Parti progressiste des Maldives toujours présidé par Yameen, ce dernier est transféré de sa prison à sa résidence de Dhooves pour y passer en résidence surveillée le reste de sa condamnation à onze ans de prison pour corruption et détournement de fonds. L'arrivée de Yameen dans sa résidence a lieu sous les applaudissements de ses partisans. Ce transfert pour raisons de santé intervient après le discours de victoire de Mohamed Muizzu donné la veille, dans lequel il appelait Ibrahim Mohamed Solih, battu au second tour, à le mettre en œuvre.
Muizzu prend par la suite le contrôle du Congrès national du peuple (PNC) dont il devient le président le 5 octobre avant de rompre avec le PPM. Ce dernier s'éloigne lui-même de Yameen,, Après avoir décidé de ne pas assister à l'investiture de Muizzu, et que ses partians aient appelé à la démission du nouveau président, Yameen annonce quitter le parti le 23 novembre. Il fonde le Front national du peuple (PNF), enregistré au nom de son fils Zain Abdulla Yameen du fait de son inéligibilité,. 
Le 18 avril 2024, la peine de Abdulla Yameen à 11 ans de prison pour blanchiment d'argent et corruption a été annulée par la Haute Cour des Maldives, qui a ordonné un nouveau procès au motif que les audiences de 2022 étaient « injustes ».